# Altitude (альбом Autumn)
Altitude — четвёртый студийный альбом голландской готик-метал-группы Autumn, вышедший в 2009 году. Это первый диск, на котором в качестве вокалистки группы выступила Марьян Велманс.
В коллекционной версии альбома под номером 12 была записана композиция «One Word Reminder», заключительный трек диска «Closure» имел номер 13.

## Стиль, отзывы критиков
Рецензентка из немецкого журнала Sonic Seducer оценила альбом положительно, назвав его «разносторонним и многогранным», а также особо отметила «тёплый и эмоциональный» вокал новой солистки группы. По её словам, разноплановость композиций — от энергичной ярости «Paradise Nox» до чувственности и даже игривости некоторых других песен — свидетельствует о том, что коллектив рано списывать со счетов.

## Список композиций
1. «Paradise Nox» — 5:31
2. «Liquid Under Film Noir» — 3:59
3. «Skydancer» — 3:42
4. «Synchro-Minds» — 4:19
5. «The Heart Demands» — 4:58
6. «A Minor Dance» — 5:24
7. «Cascade (For A Day)» — 3:54
8. «Horizon Line» — 4:44
9. «Sulphur Rodents» — 3:35
10. «Answers Never Questioned» — 4:01
11. «Altitude» — 6:18
12. «Closure» (бонус-трек) — 05:06